# Sauk Rapids Regional Bridge
Die Sauk Rapids Regional Bridge oder informell New Sauk Rapids Bridge, um sie von der alten Brücke in Sauk Rapids, Minnesota zu unterscheiden, ist eine neuerrichtete Brücke über den Mississippi River in den Vereinigten Staaten. Der Bau begann am 26. September 2005 und wurden im September 2007 abgeschlossen. Die neue Brücke wurde am 23. Oktober für den Verkehr freigegeben und die offizielle Einweihung erfolgte am 16. November 2007. Sie ersetzt die zuvor existierende Sauk Rapids Bridge, die eine kleine Strecke flussabwärts liegt und mit deren Abbruch im Herbst 2007 begonnen wurde.
Die neue Brücke verwendet im Wesentlichen eine Stahlkonstruktion anstelle von Beton, um die Zahl der Pfeiler gering zu halten, die im Fluss stehen müssen. Durch diese Lösung entstanden zusätzliche Kosten in Höhe von 2,3 Millionen US-Dollar; die Gesamtsumme beläuft sich auf voraussichtlich 56,63 Millionen, wovon 20,46 Millionen US-Dollar auf die Baukosten fielen. Der Rest verteilte sich auf den Ankauf von Grundstücken, Bau von Verbindungsstraßen und Zuschüsse für Gewerbebetriebe, die im Zuge des Brückenneubaus umgesiedelt wurden.
Durch die neue Mississippi-Brücke wird ein Geburtsfehler des Vorgängerbauwerkes beseitigt, der darin bestand, dass die Sauk Rapids Bridge auf dem Ostufer des Flusses hinter der BNSF Railway Eisenbahnlinie lag und deswegen der Verkehr oft durch den geschlossenen Bahnübergang unterbrochen wurde.
Der Entwurf der neuen Straßenverbindung war zwischen dem Benton County und der Stadt Sauk Rapids lange umstritten und die Angelegenheit wäre beinahe erst vor Gericht entschieden worden. Das County hatte verlangt, dass die Brücke erst hinter dem Benton Drive, der Hauptstraße von Sauk Rapids, errichtet wird, die Stadtverwaltung hatte befürchtet, eine solche Lösung würde sich negativ auf die Geschäfte im Zentrum auswirken. Letztendlich ging die Entscheidungsbefugnis über das Projekt an die Stadt über und diese entschied sich für die Version, in der die Brücke auf dem Benton Drive ankommt und mit der Second Street North verbunden wird.